# Ensembles récursivement inséparables
En théorie de la calculabilité, deux ensembles disjoints d'entiers naturels sont appelés récursivement inséparables s'ils ne peuvent pas être "séparés" par un ensemble récursif,,.

## Définition
Les entiers naturels sont l'ensemble {\displaystyle \mathbb {N} =\{0,1,2,\dots \}}. Étant donné deux sous-ensembles disjoints A et B de {\displaystyle \mathbb {N} }, un ensemble séparateur C est un sous-ensemble de {\displaystyle \mathbb {N} } tel que A ⊆ C et B ∩ C = ∅ (ou de manière équivalente, A ⊆ C et B ⊆ C). Par exemple, A lui-même est un ensemble séparateur pour la paire, tout comme B.
Si une paire d'ensembles disjoints A et B n'a pas d'ensemble séparateur récursif, alors les deux ensembles sont récursivement inséparables.

## Exemples
Si A est un ensemble non récursif, alors A et son complément sont récursivement inséparables (dont l'un des deux n'est pas récursivement énumérable). Cependant, il existe de nombreux exemples d'ensembles A et B qui sont disjoints, non complémentaires, et récursivement inséparables. De plus, il est possible que A et B soient récursivement inséparables, disjoints et tous deux récursivement énumérable.
- Soit φ une énumération standard des fonctions partielles calculables. Alors les ensembles A = {e : φe(0) = 0} et B = {e : φe(0) = 1} sont récursivement inséparables [4],[5]

. Par l'absurde, s'il existe un séparateur récursif C, alors on peut construire le programme qui commence par calculer si son propre index dans l'énumération est dans C ou C, puis donne respectivement 1 ou 0 en sortie. Dans les deux cas cela contredit son appartenance à B ou A (respectivement).
- Soit # un codage de Gödel standard pour les formules de l'arithmétique de Peano. Alors l'ensemble A = { #(ψ) : PA ⊢ ψ } des formules prouvables et l'ensemble B = { #(ψ) : PA ⊢ ¬ψ } des formules réfutables sont récursivement inséparables. L'inséparabilité des ensembles de formules prouvables et réfutables vaut pour de nombreuses autres théories formelles de l'arithmétique[6].